# (9927) Tyutchev
(9927) Tyutchev ist ein Asteroid des inneren Hauptgürtels, der von der sowjetischen Astronomin Ljudmyla Karatschkina am 3. Oktober 1981 am Krim-Observatorium in Nautschnyj (IAU-Code 095) entdeckt wurde.
Die Sonnenumlaufbahn des Asteroiden ist mit einer Exzentrizität von 0,2440 stark elliptisch. An dem sonnennächsten Punkt seiner Umlaufbahn kommt (9927) Tyutchev dem äußersten Punkt der Marsbahn recht nahe (auf circa 0,009 AE beziehungsweise circa 1,3 Millionen Kilometer), kreuzt diese jedoch nicht.
(9927) Tyutchev wurde am 4. Mai 1999 nach dem russischen Dichter Fjodor Iwanowitsch Tjuttschew (1803–1873) benannt.